# Damernas turnering i handboll vid olympiska sommarspelen 1984
Damernas turnering i handboll vid olympiska sommarspelen 1984 arrangerades mellan 31 juli och 11 augusti i Los Angeles. Åtta nationer var med i turneringen. Sex lag i en grupp tävlade.

## Medaljfördelning
| Gren               | Guld | Silver | Brons |
| Damernas turnering | Jugoslavien Jasna Ptujec Zorica Pavićević Ljubinka Janković Svetlana Anastasovski Svetlana Kitić-Dašić Emilija Erčić Alenka Cuderman Svetlana Mugoša-Antit Mirjana Đurica Biserka Višnjić Slavica Đukić Jasna Merdan-Kolar Mirjana Ognjenović Ljiljana Mugoša Dragica Đurić | Sydkorea Kim Kyung-soon Lee Soon-ei Jeong Hyoi-soon Kim Mi-sook Han Hwa-soo Kim Ok-hwa Kim Choon-rye Jeong Soon-bok Yoon Byung-soon Lee Young-ja Sung Kyung-hwa Yoon Soo-kyung Son Mi-ha | Kina Wu Xingjiang He Jianping Zhu Juefeng Zhang Weihong Gao Xiumin Wang Linwei Liu Liping Sun Xiulan Liu Yumei Li Lan Wang Mingxing Chen Zhen Zhang Peijun |

## Inledande omgång
| Rank   | Lag          | Pld | W | D | L | GF  | GA  | Poäng |  | Socialistiska federativa republiken Jugoslavien | Sydkorea | Kina  | USA   | Västtyskland | Österrike |
| ------ | ------------ | --- | - | - | - | --- | --- | ----- |  | ----------------------------------------------- | -------- | ----- | ----- | ------------ | --------- |
| Gold   | Jugoslavien  | 5   | 5 | 0 | 0 | 143 | 102 | 10    |  | X                                               | 29:23    | 31:25 | 33:20 | 20:19        | 30:15     |
| Silver | Sydkorea     | 5   | 3 | 1 | 1 | 125 | 119 | 7     |  | 23:29                                           | X        | 24:24 | 29:27 | 26:17        | 23:22     |
| Bronze | Kina         | 5   | 2 | 1 | 2 | 112 | 115 | 5     |  | 25:31                                           | 24:24    | X     | 22:25 | 20:19        | 21:16     |
| 4.     | Västtyskland | 5   | 2 | 0 | 3 | 91  | 100 | 4     |  | 19:20                                           | 17:26    | 19:20 | 18:17 | X            | 18:17     |
| 5.     | USA          | 5   | 2 | 0 | 3 | 114 | 123 | 4     |  | 20:33                                           | 27:29    | 25:22 | X     | 17:18        | 25:21     |
| 6.     | Österrike    | 5   | 0 | 0 | 5 | 91  | 117 | 0     |  | 15:30                                           | 22:23    | 16:21 | 21:25 | 17:18        | X         |